# Nibea
Nibea is een geslacht van straalvinnige vissen uit de familie van ombervissen (Sciaenidae).

## Soorten
- Nibea mitsukurii Jordan & Snyder, 1900
- Nibea albiflora (Richardson, 1846)
- Nibea chui Trewavas, 1971
- Nibea coibor (Hamilton, 1822)
- Nibea leptolepis (Ogilby, 1918)
- Nibea maculata (Bloch & Schneider, 1801)
- Nibea microgenys Sasaki, 1992
- Nibea semifasciata Chu, Lo & Wu, 1963
- Nibea soldado (Lacepède, 1802)
- Nibea squamosa Sasaki, 1992